# Job Definition Format
Job Definition Format (JDF) ist ein offenes Dateiformat, das sich als Industrie-Standard für die grafische Branche etabliert. Es basiert auf XML und ermöglicht den direkten Datenaustausch zwischen verschiedenen EDV-Systemen und den dahinterliegenden Maschinen, angefangen vom Produkt-Design über Vorstufe, Druck, Weiterverarbeitung bis zu E-Business-Anwendungen und den Management-Informationssystemen (MIS). 

## Ziele und Entwicklung
Vorrangiges Ziel von JDF ist es, die Vorteile des Computer Integrated Manufacturing in den wesentlichen Bereichen der grafischen Industrie umzusetzen. Mittels JDF werden Management- und Produktionsdaten zusammengeführt. Auftragsbezogene Daten werden gespeichert und zwischen allen Bereichen des Herstellungsprozesses ausgetauscht. JDF beinhaltet die Funktionen der bisherigen Formate Portable Job Ticket Format (PJTF) von Adobe, dem Print Production Format (PPF) des CIP3-Konsortiums und von IFRAtrack der IFRA und vernetzt die horizontalen (produktionsorientierten) und vertikalen (kaufmännischen) Prozesse.
JDF besteht im Wesentlichen aus der Spezifikation des Job-Tickets, das die Auftragsdaten enthält, einem Format für den Nachrichtenaustausch (Job Messaging Format, JMF) und einem Protokoll für den Nachrichtenaustausch. Der Informationsaustausch erfolgt bidirektional: Einstelldaten werden von der Kontrollinstanz zum ausführenden Gerät übermittelt und Ist-Werte werden vom Gerät zur Kontrollinstanz zurückübermittelt.

### Weiterentwicklung
Die Entwicklung von JDF/JMF startete innerhalb einer Expertengruppe aus Vertretern von Adobe, Agfa, Heidelberg, Manroland und Fraunhofer IGD im Jahr 1999. Die Erste Version (1.0) wurde im Jahr 2000 auf der DRUPA veröffentlicht.
Zurzeit liegt der Standard in der Version 1.8 vor. Version 1.8 enthält einige Detailverbesserungen und ist hauptsächlich als Parallelformat zur Version 2.2 des Exchange Job Definition Format definiert worden.
In JDF 1.5 wurden, neben zahlreichen Detailverbesserungen, die Beschreibung von Sammelformen hinzugefügt, sowie die dynamische Anbindung von Nachverarbeitungsmodulen im Digitaldruck ermöglicht.
Im Vergleich zur Version 1.3 wurden in JDF 1.4 zusätzlich zu zahlreichen Detailerweiterungen, sichere JMF Nachrichten, Stanzformerstellung mit CAD und automatisiertes Ausschießen im Digitaldruck hinzugefügt.
Mit dem Exchange Job Definition Format, XJDF wird derzeit eine vereinfachte Version von JDF entwickelt, die in Version 2.2 nicht nur XML, sondern auch JSON unterstützt.
Zuständig für Spezifikation und Dokumentation ist das CIP4-Konsortium. Derzeit sind über 100 Unternehmen Mitglied in diesem Industriekonsortium.
Im Ursprung basieren Teile von JDF, die die Druckvorstufe betreffen, auf der Objekt- und Dateisyntax des PDF.

## Beispiel
Mit der folgenden JDF-Datei werden die ersten 42 Seiten (RunIndex) einer PDF-Datei mit dem Namen testdatei.pdf in Duplex (TwoSidedFlipY) auf einem Medium mit dem Namen "DIN-A4 80g" gedruckt. 
```
<?xml version="1.0" encoding="UTF-8" standalone="no" ?>

<JDF
 
ID=
"ID_1"
 
JobPartID=
"1"
 
MaxVersion=
"1.4"
 
Status=
"Waiting"
 
Type=
"Combined"
 
Types=
"LayoutPreparation Interpreting Rendering DigitalPrinting"
 
Version=
"1.4"
 
xmlns=
"http://www.CIP4.org/JDFSchema_1_1"
 
xmlns:xsi=
"http://www.w3.org/2001/XMLSchema-instance"
 
xsi:schemaLocation=
"http://www.CIP4.org/JDFSchema_1_1 http://www.cip4.org/Schema/JDFSchema_1_4/JDF.xsd"
 
xsi:type=
"Combined"
>

  
<ResourceLinkPool>

    
<MediaLink
 
CombinedProcessIndex=
"3"
 
Usage=
"Input"
 
rRef=
"ID_3"
/>

    
<DigitalPrintingParamsLink
 
CombinedProcessIndex=
"3"
 
Usage=
"Input"
 
rRef=
"ID_4"
/>

    
<InterpretingParamsLink
 
CombinedProcessIndex=
"1"
 
Usage=
"Input"
 
rRef=
"ID_5"
/>

    
<RunListLink
 
CombinedProcessIndex=
"1"
 
Usage=
"Input"
 
rRef=
"ID_6"
/>

    
<RunListLink
 
CombinedProcessIndex=
"0"
 
ProcessUsage=
"Document"
 
Usage=
"Input"
 
rRef=
"ID_6"
/>

    
<LayoutPreparationParamsLink
 
CombinedProcessIndex=
"0"
 
Usage=
"Input"
 
rRef=
"ID_7"
/>

    
<ComponentLink
 
CombinedProcessIndex=
"3"
 
Usage=
"Output"
 
rRef=
"ID_8"
/>

  
</ResourceLinkPool>

  
<ResourcePool>

    
<LayoutPreparationParams
 
Class=
"Parameter"
 
ID=
"ID_7"
 
Sides=
"TwoSidedFlipY"
 
Status=
"Available"
/>

    
<RunList
 
Class=
"Parameter"
 
ID=
"ID_6"
 
Status=
"Available"
>

      
<LayoutElement>

        
<FileSpec
 
MimeType=
"application/pdf"
 
URL=
"file:///testdatei.pdf"
/>

      
</LayoutElement>

    
</RunList>

    
<InterpretingParams
 
Class=
"Parameter"
 
ID=
"ID_5"
 
Status=
"Available"
/>

    
<DigitalPrintingParams
 
Class=
"Parameter"
 
ID=
"ID_4"
 
PartIDKeys=
"RunIndex"
 
Status=
"Available"
>

      
<DigitalPrintingParams
 
RunIndex=
"0 ~ 41"
>

        
<MediaRef
 
rRef=
"ID_3"
/>

      
</DigitalPrintingParams>

    
</DigitalPrintingParams>

    
<Media
 
Class=
"Consumable"
 
DescriptiveName=
"DIN-A4 80g"
 
ID=
"ID_3"
 
Status=
"Available"
/>

    
<Component
 
Class=
"Quantity"
 
ComponentType=
"FinalProduct"
 
ID=
"ID_8"
 
Status=
"Unavailable"
/>

  
</ResourcePool>

</JDF>

```